# Collada Viella
La Collada Viella és una collada situada a 1.196,8 msnm al municipi de Conca de Dalt (Pallars Jussà), dins el que fou l'antic municipi de Toralla i Serradell.
És a la carena de la Serra de Sant Salvador, al sud-oest del Turó de la Costa del Clot, a prop del lloc on es troba l'Espluga Viella. És també al sud-est de lo Raset i al nord-oest del Tossal la Salve, al capdamunt del barranc del Barri.